# Ichthyomancie
L'Ichthyomancie est en divination l'art de déchiffrer l'avenir par l'inspection des entrailles des poissons ou de leurs mouvements dans l'eau.